# Rumänische Eishockeyliga 1976/77
Die Saison 1976/77 war die 47. Spielzeit der rumänischen Eishockeyliga, der höchsten rumänischen Eishockeyspielklasse. Meister wurde zum insgesamt 16. Mal in der Vereinsgeschichte Steaua Bukarest.

## Modus
Zunächst absolvierten die zehn Mannschaften eine gemeinsame Hauptrunde. Anschließend wurde eine Final- bzw. Abstiegsrunde durchgeführt. Für einen Sieg erhielt jede Mannschaft zwei Punkte, bei einem Unentschieden gab es einen Punkt und bei einer Niederlage null Punkte.

## Finalrunde
|    | Klub               | Sp | S  | U | N  | T   | GT  | Punkte |
| -- | ------------------ | -- | -- | - | -- | --- | --- | ------ |
| 1. | Steaua Bukarest    | 15 | 13 | 0 | 2  | 143 | 41  | 26     |
| 2. | SC Miercurea Ciuc  | 15 | 8  | 1 | 6  | 72  | 80  | 17     |
| 3. | Dinamo Bukarest    | 15 | 7  | 1 | 7  | 84  | 70  | 15     |
| 4. | CSM Dunărea Galați | 15 | 1  | 0 | 14 | 29  | 137 | 2      |

Sp = Spiele, S = Siege, U = Unentschieden, N = Niederlagen

## Abstiegsrunde
|     | Klub                      | Sp | S  | U | N  | T   | GT  | Punkte |
| --- | ------------------------- | -- | -- | - | -- | --- | --- | ------ |
| 5.  | Unirea Sfântu Gheorghe    | 25 | 20 | 1 | 4  | 181 | 74  | 41     |
| 6.  | ASE Bukarest              | 25 | 16 | 3 | 6  | 185 | 114 | 35     |
| 7.  | Agronomia Cluj            | 25 | 9  | 3 | 13 | 123 | 161 | 21     |
| 8.  | Avântul Gheorgheni        | 25 | 10 | 1 | 14 | 120 | 133 | 21     |
| 9.  | Târnava Odorheiu Secuiesc | 25 | 9  | 1 | 15 | 127 | 170 | 19     |
| 10. | Liceul Miercurea Ciuc     | 25 | 5  | 3 | 17 | 102 | 186 | 13     |

Sp = Spiele, S = Siege, U = Unentschieden, N = Niederlagen